# ウィルミントンの戦い
ウィルミントンの戦い（ウィルミントンのたたかい、英: Battle of Wilmington）は、南北戦争の終戦が見えてきた1865年2月11日から22日に、そのほとんどがノースカロライナ州ウィルミントン市郊外で行われた戦闘である。1月に第二次フィッシャー砦の戦いで北軍が勝利したことにより、砦から30マイル (48 km) 上流のウィルミントン市は、もはや南軍の港として使われなくなっていた。市の南にあるケープフェア川に沿った南軍の防御陣が落ちた後で、ウィルミントン市は北軍に占領された。南軍のブラクストン・ブラッグ将軍は物資や装備が北軍の手に落ちないよう、市から脱出する前に、特にタバコや綿花の保管物を燃やした。

## 背景
フィッシャー砦が陥落した後、港湾都市のウィルミントン市は封鎖破りの動きを封じられた。アメリカ連合国にはもはや大西洋岸に大きな港が残っていないことになった。南軍はケープフェア川河口に近い防御施設を明け渡した。重い大砲を上流に運ぶ手段を持たなかったので、それらを使用不能にするか放棄するしかなかった。前月にフィッシャー砦で南軍が破れたことは軍隊の士気にも少なからず影響し、脱走兵が増加していたが、残っていた兵士は士気を高く維持していたと報告されてもいた。ブラクストン・ブラッグ将軍がウィルミントン市の防衛を指揮し、その野戦軍は北バージニア軍のロバート・F・ホーク少将の師団と、幾らかの砲兵および州軍で構成されていた。ホークがケープフェア川東岸、フィッシャー砦の北にあるシュガーローフ沿いで配下の3個旅団を指揮し、4番目の旅団が川の西岸にあるアンダーソン砦を守っていた。ブラッグは政府の備蓄品を移動させるため、また海岸にいる北軍がウィリアム・シャーマン少将の軍隊を補強するのを妨げるために、ウィルミントンに留まっていた。
北軍の総司令官ユリシーズ・グラント中将はゴールズボロに進軍するための基地としてウィルミントンを使いたいと考えた。海岸からゴールズボロを繋ぐ鉄道を、当時両カロライナ州を北に移動していたシャーマン軍の補給に使うことができるはずだった。1865年2月、北軍第23軍団が到着しアルフレッド・H・テリー少将の指揮していたフィッシャー砦遠征軍団を補強した。ジョン・マカリスター・スコフィールドが合流した全軍の指揮を執り、2月半ばにウィルミントン市に向けた進軍を始めた。

## 戦闘

### シュガーローフ前線
ウィルミントンの戦いは、ケープフェア川に沿った3つの小戦闘で構成されている。ロバート・ホーク少将の指揮する南軍師団がフィッシャー砦の北にあるシュガーローフ前線を守っていた。2月11日、スコフィールド軍がアルフレッド・テリーの軍団でホークのシュガーローフ前線を攻撃した。その朝、防塞の大西洋側に並んだ北軍砲艦からの艦砲射撃で戦いが始まった。30分経った後、テリー軍が前進を始めたが、その左翼が川沿いにある湿地に邪魔された。午後の遅くまでにスコフィールドとテリーの軍は南軍の散兵線を突破したが、その後に南軍の防御工作が強固なので、正面攻撃では落とせないと判断した。スコフィールドはウィルミントン市を川の西岸から攻略すべきと判断した。翌日、第23軍団のジェイコブ・D・コックス少将が指揮する第3師団をケープフェア川の西岸に渡し、ウィルミントン市を守る主要な砦であるアンダーソン砦を落とさせることにした。

### アンダーソン砦
デイビッド・ディクソン・ポーター海軍少将の砲艦が川を遡り、アンダーソン砦を砲撃してその大砲12門全てを沈黙させた。ウィリアム・B・クッシング海軍少佐の指揮下に北軍海軍は、ポーターの砲艦を前進させるために、南軍の機雷を爆発させるよう仕向ける目的で、偽装の大砲を製作した。クッシングもポーターもこの策略が成功したことに大いに喜んだが、後の南軍の報告書では守備隊が偽装の船を見破り、それに備えていたことになっていた。一方、アデルバート・エイムズ准将の師団に支援されたコックス隊は川の西岸を砦に向かって前進した。コックスはトマス・J・ヘンダーソン大佐とオーランド・ムーア大佐の指揮する旅団を砦に向かわせ、一方、ジョン・S・ケイスメント大佐とオスカー・スタール大佐の旅団は湿地を抜けて砦の側面に向かわせた。ケイスメントとスタールの部隊は南軍の騎兵隊に遭遇したが、短い交戦の後でそれを追い返した。砦の指揮官であるジョンソン・ハーグッド准将は罠を感知し、ホークからの連絡を受けたこともあって、北のタウン・クリークに沿った防衛線まで後退することにした。ハーグッドの軍隊が退却を始めたときに、ヘンダーソンの旅団が攻撃を始めたので、砦は容易に奪取でき、幾らかの捕虜も抑えた。

### タウン・クリーク

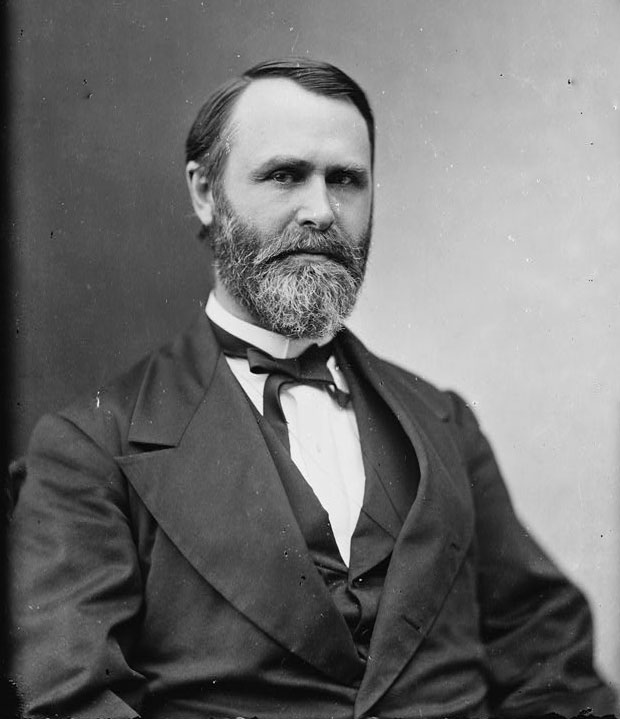
ジェイコブ・D・コックス少将、アンダーソン砦とタウン・クリークの戦闘の大半を率いた

コックス隊はハーグッド隊をアンダーソン砦から追撃し、2月19日にはタウン・クリークの前線で追いついた。一方ホークの師団はウィルミントン市の南3マイル (5 km)、ハーグッド隊とは川向うに退却した。テリーがホークの後を慎重に追い、待ち伏せされたり、右手から側面を衝かれる可能性を心配していた。この時点でエイムズの師団がコックスの師団と共に川の西岸に居たので、テリーの師団はホークの師団に数で負けていた。このためにエイムズの師団が再度川を渡ってテリーの所に向かい、ポーターの艦隊は川の機雷の除去を始めていた。翌日、テリー隊が前進を再開し、午後にはホークの新しい防衛線に向かい合った。テリーは、ホークがそこから動かない考えであることを確認すると、自隊には塹壕掘りを始めるよう命じ、その間に北軍の砲艦はホークの師団のすぐ西の川岸に沿った南軍の砲台の強さを探った。
ハーグッド隊はタウン・クリークを渡す唯一の橋を燃やして、コックス隊の動きを遅らせ、クリークの北岸で塹壕に入った。コックスは南軍を包囲する作戦に固執していた。しかしハーグッド隊がアンダーソン砦から退却したためにその作戦を実行できなかった。そこのクリークは渡ることができず、2月20日にコックス隊は川で1隻の平底船を発見し、それを使って3個旅団を渡らせ、その間の陽動として第4の旅団がハーグッド隊と小競り合いを行っていた。ハーグッドは北軍の側面に回る動きを感知し、その陣地がもはや守れなくなったと判断して、ウィルミントンまでの後退を決めた。その退却を援護するために2個連隊を残した。その後北軍が湿地を抜け、南軍の側面を攻撃し、2個連隊を潰走させ、捕虜375名と大砲2門を捕獲した。翌日、コックスは破壊された橋を再建し、スコフィールド隊の砲兵隊がクリークを渡し、これでポーターの砲艦と共に、ウィルミントン市が大砲の射程内に入った。ブラッグ将軍は事態の切迫してきたことを理解し、市の放棄を命じた。2月21日、コックスの師団が市に向かう行軍を続けたが、ブランズウィック川を渡す橋が壊されていたことと南軍騎兵隊の攻撃を受けたために遅れ、一方でホークの師団はテリーの部隊を食い止め続けていた。ブラッグはその21日にウィルミントン市にいた北軍の捕虜を脱出させ、軍事的な価値があるもの全てを持ち出させた。綿花のタバコの樽を燃やさせ、北軍の手に落ちないようにさせた。さらに倉庫、鋳造所、造船所、船舶も燃やさせた。ブラッグは2月22日午前1時に部隊を退却させた。コックスの師団はその日午前8時過ぎに市内に入り、テリー隊がその1時間後に続いた。

## 戦闘の後
ウィルミントンの戦いの結果、大西洋岸に開いていた南軍の最後の港が失われた。ウィルミントン港は封鎖破りの主要港であり、タバコ、綿花などの物品を、イギリス、バハマ諸島、バミューダなどの地に運んでいた。北バージニア軍の補給物資の多くがウィルミントンを通って来ていた。この港が閉鎖されると、北軍の海岸封鎖が完成し、南軍はウィルミントンに代わる大西洋岸の港を見い出すことができなかった。ブラッグはウィルミントンでの敗北について南軍の新聞から厳しく批判された。アメリカ連合国議会の議員も大統領ジェファーソン・デイヴィスに批判を向け、その辞任を要求した。ブラッグの軍隊はウィルミントンからゴールズボロに撤退し、そこでジョセフ・ジョンストン将軍の指揮する他の南軍部隊と合流した。
北軍はウィルミントンを捕獲したことによって、シャーマンの軍隊に補給する基地とすることができ、海への供給線が結ばれた。スコフィールドは市に近い鉄道を南軍が破壊していたので、その修繕に時間を使わされた。シャーマン軍に送られた物資を使って、ウィルミントンに送られ保釈された捕虜を支援し、また市内で生活している市民の援助もすることになった。スコフィールド隊はオハイオ軍に再編され、ウィルミントンから内陸に進んで、ファイエットビルの近くでシャーマン軍に合流した。

## 関連図書
- Mark A. Moore, The Wilmington Campaign and the Battles for Fort Fisher, Da Capo Press, 1999.

座標: 北緯34度10分46秒 西経77度57分14秒 / 北緯34.1795度 西経77.954度